# 瓦西里·列维切夫
瓦西里·尼古拉耶维奇·列维切夫（俄语：Василий Николаевич Левичев，1891年12月22日（1月3日）—1937年11月26日），苏联军事高级将领、苏联驻德国大使馆的军事参赞、基辅军区司令、红军总参谋部副参谋长、国防人民委员会军事委员会的成员。1937年遭到逮捕，被指责从事反革命活动，判处枪决。1956年平反。